# 미카미 칸
미카미 칸(三上 寛, 1950년 3월 20일 ~ )은 일본의 포크 가수, 배우이다. 아오모리현 기타쓰가루군의 나카도마리정에서 태어났다.

## 개요
고등학교때 학생회장을 맡으며 동시에 밴드 활동을 했다. 더 타이거스나 재키 요시카와 등의 곡을 불렀다. 작사도 일찌감치 시작해서 밴드에서 자작곡도 부르곤 했다. 경찰학교에 다니다가 도둑이라는 누명을 쓰고 퇴학당했는데 이 누명은 나중에 밝혀졌다.
68년 상경해 여러 직업을 전전하며 시부야의 클럽 스테이지 70에서 노래를 시작한다. 노래 스타일은 소리질렀다가 잔잔하게 불렀다가 하는 식으로, 감정의 진폭이 매우 크다. 가사도 격해서 방송 금지 용어들이 흔히 등장한다. 희노애락이 담겨있고 철학적이면서도 기본적으로는 다다이즘이다. 음악도 다양해서 야마시타 요스케, 하이노 케이지, 존 존, 요시자와 모토하루 등의 이단아같은 연주자들과 함께 활동하여 음악적 아나키즘을 추구한다.
그런 스타일이었기 때문에 70년대의 포크 공연에 가로나 요시다 타쿠로를 보러 온 많은 여성 팬들은 미카미 칸의 무대가 되면 일제히 나가서 화장실에 간다거나 집에 가버리는 일이 속출했다고 한다.
1973년 나이토 마코토의 영화 네온 쿠라게는 미카미 칸의 음악에서 영향받아 만든 작품이다.
음악 외에도 배우로 다수의 작품에 출연했다. 1970년대의 영화나 형사 드라마 등에서 개성파 배우로 광기를 보여주었다. 도에이 영화사의 악역배우 유닛인 '피라니아 군단'과도 교류해서 그들의 음반 녹음도 도와주었다.
90년부터 오사카에서 '미카미 칸 시짓기 교실'을 운영하고 있다. 열명 내외의 소규모로 운영하며 개인 수준에 맞춰서 테마를 주고 첨삭을 해준다고 한다. 2006년 내한공연을 가졌다.

## 음반 목록
- 三上寛の世界 （1971年、コロムビア）
- '71中津川全日本フォークジャンボリー実況 （1971年、URC）
- 三上寛のひとりごと （1972年、コロムビア）
- ひらく夢などあるじゃなし / 三上寛怨歌集 （1972年、URC）
- 三上寛1972コンサートライヴ“零孤徒”（1972年、URC）
- 船頭小唄 / 三上寛えん歌の世界 （1973年、コロムビア）
- BANG! （1974年、URC）
- 青い炎 （1975年、ビクター）
- 寛 （1975年、ビクター）
- 夕焼けの記憶から / 三上寛・青森ライヴ （1977年、ビクター）
- 負けるときもあるだろう （1978年、ベルウッド）
- 三上寛ライヴ・中津川全日本フォークジャンボリー'71 （1979年、SMS）
- Baby （1981年、東芝エキスプレス）
- このレコードを盗め!! 初三上寛ベストアルバム （1982年、東芝エキスプレス）
- 平成元年ライヴ（上・下） （1990年、PSF）
- 俺が居る。（1991年、PSF）
- 女優 （1992年、PSF）
- U.S.E. （1993年、PSF）
- 7月の英傑 （1994年、PSF）
- 御縁 （1994年、PSF） ※友川かずきとのジョイントライヴ
- JAZZ・その他 （1995年、PSF）
- 砂山963 （1996年、PSF）
- 峠の商人 （1997年、PSF）
- アラシ・雨・アラシ （1998年、PSF）
- 南部式 （1999年、PSF）
- 四拾九億八万九千六百五拾八分の拾参 （2000年、PSF）
- 紳士の憂鬱 （2001年、PSF）
- レスボス （2002年、PSF）
- 1979 （2003年、PSF）
- BACHI(撥) ー柏村からー （2004年、TURTLES' DREAM）
- 異議ナシ! 新宿二丁目ライブ （2005年、OPEN）
- 吠える練習//白線 （2007年、PSF）
- 10(JUW) （2008年、PSF）
- -1(minus 1) （2008年、PSF）
- nishiogi no tsuki （2009年、Siwa）
- 弥吉 （2010年、PSF）
- 三上寛 第4詩集 （2010年、H.I.T）
- 閂-SUN-　（2011年、CHAOTIC NOISE RECORDINGS）
- 門 -MON- （2011年、CHAOTIC NOISE RECORDINGS）
- 馬銜っ主 （2012年、CHAOTIC NOISE RECORDINGS）
- ブログ ツィート フェイスブック （2013年、CHAOTIC NOISE RECORDINGS）
- KIND OF KOCHI （2014年、CHAOTIC NOISE RECORDINGS）
- 花も嵐も踏み越えて （2014年、CHAOTIC NOISE RECORDINGS）
- 音曲(Ongyoku) （2015年、CHAOTIC NOISE RECORDINGS）
- Pi （2016年、CHAOTIC NOISE RECORDINGS）

### 영화
- 전장의 크리스마스 （1983年、오시마 나기사）
- 토파즈（1992年、무라카미 류）
- 난징의 진실 第1部「七人の死刑囚」 （2008年、水島総）
- 연속 TV 소설 / 오싱 (1983,NHK)